# Constitució de Turquia
La Constitució de la República de Turquia (en turc Türkiye Cumhuriyeti Anayasası; Llei núm. 2709) de 7 de novembre del 1982 és la constitució vigent a l'estat turc.

## Història
El 12 de setembre de 1980 va tenir lloc un cop d'estat i els militars, per tercer cop, arribaren al poder i implantaren l'estat d'excepció. Mitjançant la "llei núm. 2324 contra l'ordre constitucional", de 27 d'octubre de 1980, fou derogada parcialment la constitució de 1961 i els generals Kenan Evren, Nurettin Ersin, Tahsin Ahinkaya, Sedat Celasun així com l'almirall Nejat Tümer, es van fer càrrec del Consell de Seguretat Nacional, el qual assumí els poders legislatiu i executiu. Formalment, el poder judicial romangué intacte, tot i que en la pràctica es veié limitat: per exemple, no podia supervisar la constitucionalitat de les lleis promulgades pel Consell de Seguretat Nacional.
Amb la Llei Nº 2485 del 29 de juny de 1981, el Consell Consultiu (Danışma Meclisi) i el Consell de Seguretat Nacional (CSN) preexistents van posar en marxa una Assemblea Constituent (Kurucu Meclis). El Consell Consultiu constava en total de 160 membres. 40 eren determinats directament pel CSN; la resta de membres eren proposats primer pels governadors i es nomenaven a continuació per part del CSN. La presidència li correspongué al polític i antic primer ministre Sadi Irmak.
L'Assemblea Constituent tenia la tasca d'elaborar una nova constitució així com una llei electoral i de partits. A més li corresponia la tasca de legislar.
De les files de l'Assemblea Consultiva es formà, sota la presidència de l'advocat constitucionalista Orhan Aldikaçti, un comitè constitucional de 15 membres. Aquest elaborà entre el 23 de novembre del 1981 i el 17 de juliol del 1982 un esbós de constitució que va ser acceptat el 23 de setembre del 1982 per part del Consell Consutltiu i el 18 d'octubre del 1982 pel CSN. El 7 de novembre del 1982 va ser aprovada la Constitució en referèndum amb el 91,37% dels vots emesos. i entrà en vigor el 9 de novembre de 1982.
El 6 de novembre del 1983 van tenir lloc, finalment, les eleccions legislatives, després de les quals l'assemblea constituent (art. 177) es va dissoldre.

## Reforma
En un referèndum celebrat el 12 de setembre de 2010 la població turca es pronuncià a favor de les modificacions de constitució més àmplies des de 1982. Aquest canvi permetrà al govern de nomenar un nombre de jutges de l'alt tribunal, reduir la influència dels militars sobre el poder civil i millorar la protecció dels drets humans. Els canvis també eliminaran la immunitat judicial que es va atorgar als exlíders del cop d'estat militar del 1980. Tots aquests canvis pretenen adaptar la Constitució turca de cara a una possible adhesió a la Unió Europea.
Després del referèndum constitucional de Turquia de 2017, les primeres eleccions generals de l'Assemblea es realitzarien sota un sistema presidencial, amb un president executiu amb el poder de renovar les eleccions per a l'Assemblea.

## Contingut
La constitució consta d'una preàmbul, 177 articles i dues disposicions transitòries. Es divideix en set parts:
- Primera part: Principis generals (Article 1-11)
- Segona part: Dret i deure bàsics (Article 12-74)
- Tercera part: Els òrgans principals de la república (Article 75-160)
- Quarta part: Prescripcions financeres i econòmiques (Article 161-173)
- Cinquena part: Diferents prescripcions (Article 174)
- Sisena part: Disponsicions transitòries (Articles 1-16)
- Setena part: Disposicions finals (Article 175-177)

### Primera Part: Principis generals (Articles 1-11)
A l'article 2 es defineix Turquia com a Estat de Dret democràtic, laic i social, respectuós amb els drets humans, lleial al nacionalisme d'Atatürk i basat en els principis fonamentals establerts al seu Preàmbul.
El President de Turquia actua com a "Guardià la constitució" (art. 104), és el cap d'estat de Turquia, i ha de vetllar per l'"aplicació de la constitució i l'activitat ordenada i harmònica dels òrgans d'estat".
A l'article 5 es defineixen els "Objectius fonamentals i deures bàsics de l'Estat":
Els objectius fonamentals i els deures de l'Estat són: salvaguardar la independència i la integritat de la nació turca, la indivisibilitat del país, la República i la democràcia, garantir el benestar, la pau i la felicitat de l'individu i la societat, lluitar per remoure els obstacles polítics, socials i econòmiques que restringeixen els drets i llibertats fonamentals de l'individu d'una manera incompatible amb els principis de la justícia i de l'estat social regit per l'imperi de la llei, i proporcionar les condicions necessàries per al desenvolupament material de la persona i la seva existència espiritual.
A causa del terme "estat únic nacional", fixat a la Constitució, Turquia s'administra com a estat centralitzat

### Segona part: Drets i deures bàsics (Article 12-74)
La segona part està estructurada en les següents parts:
- Primera part: Disposicions generals (articles 12-16)
- Segona part: drets i obligacions de la persona (articles 17-40)
- Tercera part: Drets socials i econòmics i obligacions (articles 41-65)
- Quarta part: Drets polítics i obligacions (Article 66-74)

A l'article 24 es declara el dret fonamental de la llibertat de culte.
A l'article 51 es reconeix el dret de llibertat sindical de treballadors i empresaris. Tanmateix, el dret a la fundació de sindicats i associacions empresarials pot ser limitat per llei per tal de garantir "la seguretat nacional, l'ordre públic, impedir la comissió de delictes, protegir la salut pública i la moral en general, així com els drets i llibertats dels altres."
A l'article 66 es garanteix el dret a no ser desposseït de la ciutadania turca.

### Tercera part: Els òrgans principals de la república (Article 75-160)
La tercera part està estructurada en les següents parts:
- Primera part: poder legislatiu (articles 75-100)
- Segona part: poder executiu (articles 101-137)
- Tercera part: poder judicial (articles 138-160)

A l'article 75 de la constitució, modificat el 1995, s'assenyala que la Gran Assemblea Nacional de Turquia constarà de 550 diputats. Segons la Constitució (art.80), són representants del conjunt de la Nació, i no pas d'un partit o regió. A més, la constitució turca assenyala un conjunt d'incompatibilitats entre la funció de diputat i altres càrrecs a la judicatura o al govern.
L'article 104 de la constitució turca regula les competències del cap d'estat.
Els Membres del Consell de Seguretat Nacional, segons l'article 118 de la Constitució, són els Comandants en Cap de l'Exèrcit, Marina, Forces aèries i la Gendarmeria, el Cap de l'Estat major general, el Primer ministre i, si s'escau, vice-primers ministres, els ministres de Justícia Interior, Afers Exteriors i Defensa, sota la presidència del President de la República.
Als articles 119-122 es regula el procediment sobre els estats d'excepció i l'aplicació de la llei marcial.

### Quarta Part: Disposicions financeres i econòmiques (Articles 161-173)
La quarta part s'estructura en dues seccions:
- Secció 1: Disposicions financeres (Articles 161-165)
- Secció 2: Disposicions econòmiques (Articles 166-173)

### Cinquena a setena part (Articles 174-177)
- Cinquena part: Diferents prescripcions (Article 174)
- Sisena part: Disposicions transitòries (Articles 1-16)
- Setena part: Disposicions finals (Articles 175-177)

## Enllaços a pàgines web
- Text de la constitució (turc)
- Versió anglesa publicada al web del Primer Ministre de Turquia Arxivat 2013-09-20 a Wayback Machine. (anglès)